# Смолин, Виктор Валентинович
Ви́ктор Валенти́нович Смо́лин (род. 17 сентября 1948, Ленинград) — советский авиаспортсмен, советский и российский тренер. Главный тренер сборной России по высшему пилотажу, абсолютный чемпион мира, Европы и СССР разных лет. Заслуженный мастер спорта СССР (1982), Заслуженный пилот Российской Федерации, Заслуженный тренер. Обладатель более 130 медалей различного достоинства чемпионатов СССР, мира и Европы.

## Биография
Родился 17 сентября 1948 года в роддоме на территории Александро-Невской Лавры, жил в Тосно Ленинградской области. В 1973 году окончил Ленинградский институт авиационного приборостроения, а в 1982 году — Академию Гражданской авиации.
В течение многих лет являлся капитаном сборной команды СССР, принимал активное участие в подготовке команды к важнейшим международным соревнованиям, а также в подготовке молодых лётчиков. С 1990 года работал тренером сборной команды России по высшему пилотажу, а в 1995 году стал главным тренером сборной России. С 1995 года вносит большой вклад в подготовку и проведение Чемпионатов России по самолётному спорту.
Вице-президент Федерации самолётного спорта России, член Комиссии по высшему пилотажу Международной федерации авиационного спорта (FAI), член Президиума Федерации авиационного спорта России.

## Титулы

### Спортсмен
- Абсолютный чемпион Европы 1981.
- Абсолютный чемпион мира 1982.

#### Сборных
Сборная команда России по высшему пилотажу на планерах
- Победитель чемпионатов мира (1995, 1997)
- Победитель чемпионата Европы (1996)
- Победитель Всемирных воздушных игр (1997)

Сборная команда России по высшему пилотажу на поршневых самолетах
- Победитель чемпионатов Мира (2000, 2001, 2003, 2005, 2006, 2007, 2009, 2011)
- Победитель чемпионата Европы (1998, 1999, 2002, 2004, 2005, 2006, 2008, 2010)
- Победитель Всемирных воздушных игр (2001)
- Серебряный призёр чемпионатов мира (1997, 2002, 2009) и Европы (2009, 2011)

#### Спортсменов
- Тренер абсолютных чемпионов мира (1995, 1997, 2000, 2001, 2003, 2005, 2006, 2008, 2009, 2011)
- Тренер абсолютных чемпионов Европы (1996, 1998, 1999,2004, 2006, 2010)
- Тренер абсолютных чемпионов Всемирных воздушных игр (1997, 2001)
- Тренер чемпионов и призёров чемпионатов мира (1995, 1997, 2000, 2001, 2003, 2006, 2007, 2008, 2009, 2011)
- Тренер чемпионов и призёров чемпионатов Европы (1996, 1997, 1998, 1999, 2002, 2004, 2006, 2008, 2009, 2010, 2011).

## Награды и звания
- Орден Трудового Красного Знамени (1983)
- Орден Почёта (2002)
- Почётное звание «Заслуженный пилот Российской Федерации» (1997)
- Медаль имени первого трижды Героя Советского Союза А. И. Покрышкина (под номером 5)
- Золотая авиационная медаль ФАИ (2005)
- Заслуженный тренер РСФСР (1990)
- Заслуженный тренер России (2010)